# Khalkha-djirom
Le Khalkha-djirom (mongol bichig : ᠬᠠᠯᠬ᠎ᠠ
ᠵᠢᠷᠤᠮ, mongol cyrillique : халх журам, translittération MNS : khalkh juram, littéralement : code de loi Khalkha) est un code de loi qui fut appliqué du début du XVIIe siècle au règne de Bogdo Khan, au territoire des Khalkhas, c'est-à-dire, la Mongolie du Nord ou Mongolie-Extérieure devenue aujourd'hui au Pays mongol. Jamtsarano en a fait diverses copies.